# Jure Škoberne
Jure Škoberne est un joueur d'échecs slovène né le 20 mars 1987 à Šempeter pri Gorici.
Au 1er avril 2020, il est le troisième joueur slovène avec un classement Elo de 2 561 points.

## Biographie et carrière
Grand maître international depuis 2010, Jure Škoberne a remporté  l'open de Nova Gorica (tournoi du casino Hit) en 2011 et 2018.
Il finit deuxième du mémorial Milan Vidmar (également championnat de Slovénie) en 2009.
Škoberne a représenté la Slovénie lors de quatre olympiades : en 2008, 2012, 2016 et 2018, marquant huit points sur onze au quatrième échiquier lors de l'Olympiade d'échecs de 2018.
Lors du championnat d'Europe d'échecs par équipes de 2011, il marqua 3 points sur 5 à l'échiquier de réserve (performance Elo de 2 663 points).
Il a participé à six Coupes Mitropa de 2006 à 2013, remportant trois médailles d'or individuelles et une médaill d'argent par équipe.